# 八日市線
八日市線（日语：／ Yōkaichi sen */?）是近江鐵道擁有的鐵路線之一。路線連接滋賀縣東近江市的八日市站至滋賀縣近江八幡市的近江八幡站。
此路線是近江鐵道主力路線，連接在近江盆地中連接兩座都市。在2013年3月16日起附設愛稱萬葉茜線（路線顏色：  綠）。
在1930年至1948年之間，路線曾經從新八日市延伸至陸軍機場附近的御園站。在該區間的新八日市站至八日市中野站之間會越過近江鐵道本線（立體交差）。

## 路線資料
- 路線距離（營業距離）：9.3公里
- 軌距：1067毫米
- 車站數目：7個（包括起終點站）
- 雙線區間：沒有（全線單線）
- 電氣化區間：全線電氣化（直流電1500V）
- 閉塞方式：自動閉塞式
- 最高速度：70公里/小時[1]

## 運行形態
所有班次都是一人控制。在1987年一人控制化後，平田站至近江八幡站之間的區間列車廢止，自從再沒有於中途站折返的列車班次。所有列車班次都在八日市站至近江八幡站之間行走，部分班次直通至本線米原站方向，也有班次從近江八幡站出發前往貴生川站方向。
平日早上7時時段，下行近江八幡方向的班次為每小時4班。其他時段中，最繁忙的時段最多毎小時3班列車。日間至尾班車前的時段中，毎小時設有2往返班次（約30分鐘一班）。除了部分時段外，列車到達八日市站時可轉乘本線兩方向的列車，到達近江八幡站可轉乘琵琶湖線的新快速列車。
大部分列車都是各站停車，平日早上設有上行快速列車班次前往八日市。

### 快速
在1998年3月30日起，增設了行走八日市站至近江八幡站之間的快速列車班次，中途不停站。在2013年3月16日時間表修修正後，一度取消快速列車班次。在2016年3月26日修正起，平日重開一班上行班次（前往八日市）。在2020年3月14日時間表修正起，快速列車開始停靠武佐站。另外，在2020年3月時間表修正中，該快速列車班次沒有考慮到於八日市站轉乘本線列車的時間表，因此乘坐下一班普通列車到達八日市站時也可轉乘相同的近江鐵道本線列車。

## 歷史
在1911年（明治44年）5月，川端浅吉等七名人士成立了湖南鐵道，並申請建設鐵路線連接蒲生郡的主要都市八幡町至神崎郡的八日市町。而已經延伸至八日市的近江鐵道為了與湖南鐵道對抗，也申請了建設相同路線。後來鐵道院駁回了近江鐵道的申請，同時批准了湖南鐵道的申請。得到獲可的湖南鐵道以軌距762毫米的規格開始建設路線。可是由於需要連接國有鐵道和近江鐵道的路軌，路線的軌距變更為1067毫米，在建設資金增加的情況下，公司的資金不足。後來，在當地五個莊出身的藤井善助被任命為社長並出資協助建設。最後在1913年，新八幡站（現時：近江八幡站）至八日市口站（現時：新八日市站）之間開通。
後來，為了抗衡京阪資本進入滋賀縣，在1927年大津電車軌道和太湖汽船合併，成立了琵琶湖鐵道汽船，同年再與湖南鐵道合併。但是在1929年，琵琶湖鐵道汽船與京阪電氣鐵道合併之際，京阪對於此路線（即舊·湖南鐵道）表示沒有興趣。因此把舊・湖南鐵道線轉讓給由藤井成立的八日市鐵道。係陸，由於戰時企業合併政策下，於1944年合併至近江鐵道。
- 1911年（明治44年）9月30日 - 湖南鐵道獲得輕便鐵道建設許可（鷹飼至八日市之間 軌距2尺6）[10]。
- 1912年（明治45年）4月 - 湖南鐵道株式會社成立[11]。
- 1913年（大正2年）12月29日 - 湖南鐵道新八幡站（現時：近江八幡站）至八日市口站（現時：新八日市站）之間開通[12]。
- 1919年（大正8年）
  - 3月30日 - 新八幡改名為近江八幡[13]。
  - 7月1日 - 八日市口站改名為新八日市站[14]。
- 1924年（大正13年）7月25日 - 獲得建設鐵路許可（蒲生郡中野村（日语：中野村 (滋賀県)）至神崎郡山上村（日语：山上村 (滋賀県)）之間）[15]。
- 1927年（昭和2年）5月15日 - 琵琶湖鐵道汽船與湖南鐵道合併[16]。
- 1929年（昭和4年）4月1日 琵琶湖鐵道汽船把近江八幡站至新八日市站之間轉讓至八日市鐵道[17]。
- 1930年（昭和5年）10月1日 - 八日市鐵道 新八日市站至飛行場站（後來名為御園站）之間開通[18]。
- 1931年（昭和6年）9月1日 - 八日市中野站至飛行場站之間開設川合寺站。
- 1935年（昭和10年）6月18日 - 神崎郡御園村沖野原至同郡山上村之間的建設鐵路許可失效[19]。
- 1943年（昭和18年）7月30日 - 近江鐵道社長堤康次郎和八日市鐵道社長藤井守一之間簽定合併契約書[8]。
- 1944年（昭和19年）3月1日 - 近江鐵道合併八日市鐵道，成為近江鐵道八日市線。
- 1946年（昭和21年）
  - 1月1日 - 新八日市站至八日市站之間開通。近江八幡站至新八日市站之間電氣化。
  - 8月21日 - 新八日市站至八日市站之間電氣化。
- 1948年（昭和23年）8月1日 - 新八日市站至御園站之間暫停服務。
- 1964年（昭和39年）9月25日 - 暫停服務中的新八日市站至御園站之間得到廢止許可。
- 1998年（平成10年）4月1日 - 太郎坊站改名為太郎坊宮前站。
- 2013年（平成25年）
  - 3月16日 - 增設愛稱「萬葉茜線」。
  - 12月17日 - 於近江八幡站舉行了開通100周年的紀念典禮，以及100形電動列車的出發式儀式。

## 車站列表
- 所有車站均位於滋賀縣內。

圖例
●：停站，｜：通過
普通：停靠所有車站（表中省略）。
快速：平日早上只有1班列車前往八日市。
| 車站編號 | 中文站名   | 日文站名   | 英文站名      | 站間距離 | 營業距離 | 快速 | 接續路線                                        | 所在地     |
| -------- | ---------- | ---------- | ------------- | -------- | -------- | ---- | ----------------------------------------------- | ---------- |
| OR15     | 八日市     | 八日市     | Yōkaichi      | -        | 0.0      | ●    | 近江鐵道：本線（■湖東近江路線、■水口·蒲生野線） | 東近江市   |
| OR16     | 新八日市   | 新八日市   | Shin-Yōkaichi | 0.6      | 0.6      | ↑    |                                                 | 東近江市   |
| OR17     | 太郎坊宮前 | 太郎坊宮前 | Tarobōgūmae   | 0.7      | 1.3      | ↑    |                                                 | 東近江市   |
| OR18     | 市邊       | 市辺       | Ichinobe      | 1.7      | 3.0      | ↑    |                                                 | 東近江市   |
| OR19     | 平田       | 平田       | Hirata        | 2.0      | 5.0      | ↑    |                                                 | 東近江市   |
| OR20     | 武佐       | 武佐       | Musa          | 1.5      | 6.5      | ●    |                                                 | 近江八幡市 |
| OR21     | 近江八幡   | 近江八幡   | Ōmihachiman   | 2.8      | 9.3      | ●    | 西日本旅客鐵道： 東海道本線（琵琶湖線）(JR-A19) | 近江八幡市 |

### 廢止區間
車站名稱取自廢止當時。
新八日市 - 八日市中野 - 川合寺 - 御園

### 未建設區間
- 飛行場（後來名為御園站） - 神崎郡山上村（後來為永源寺町山上）[19]

## 運輸、收支業績
| 年度 | 運送人次（人） | 貨運量（公噸） | 營業收入（日圓） | 營業費用（日圓） | 營業利潤（日圓） | 其他利潤（日圓） | 其他損失（日圓）                      | 利息（日圓） | 政府補貼（日圓） | 公司名稱       |
| ---- | -------------- | -------------- | ---------------- | ---------------- | ---------------- | ---------------- | ------------------------------------- | ------------ | ---------------- | -------------- |
| 1913 | 33,478         | 70             | 5,007            | 6,793            | ▲ 1,786          | 1,507            |                                       | 2,905        | 3,216            | 湖南鐵道       |
| 1914 | 126,703        | 323            | 18,201           | 16,219           | 1,982            |                  | 679                                   | 13,135       | 11,343           | 湖南鐵道       |
| 1915 | 141,031        | 725            | 19,004           | 14,398           | 4,606            |                  | 折舊3,813補貼減少576                  | 12,785       | 9,178            | 湖南鐵道       |
| 1916 | 146,560        | 340            | 18,399           | 14,451           | 3,948            |                  | 公司債券保證金攤銷740                 | 12,750       | 8,971            | 湖南鐵道       |
| 1917 | 178,041        | 795            | 21,678           | 18,637           | 3,041            |                  | 汽車銷售虧損及公司債券保證金攤銷6,869 | 12,749       | 9,466            | 湖南鐵道       |
| 1918 | 200,496        | 1,027          | 47,890           | 20,040           | 27,850           |                  | 建設費折舊5,857側線安裝損耗1,906      | 6,236        | 10,951           | 湖南鐵道       |
| 1919 | 246,918        | 1,677          | 35,835           | 35,029           | 806              |                  |                                       | 3,394        | 10,849           | 湖南鐵道       |
| 1920 | 263,387        | 5,312          | 58,121           | 40,286           | 17,835           |                  |                                       | 3,926        | 831              | 湖南鐵道       |
| 1921 | 277,337        | 13,459         | 76,539           | 49,569           | 26,970           |                  |                                       |              |                  | 湖南鐵道       |
| 1922 | 291,565        | 10,221         | 77,121           | 42,520           | 34,601           |                  |                                       |              |                  | 湖南鐵道       |
| 1923 | 312,859        | 10,038         | 80,266           | 58,624           | 21,642           | 折舊轉移3,500    |                                       | 5,770        | 1,529            | 湖南鐵道       |
| 1924 | 316,708        | 9,880          | 78,151           | 45,042           | 33,109           |                  | 折舊852                               | 6,374        |                  | 湖南鐵道       |
| 1925 | 324,230        | 10,651         | 93,330           | 46,842           | 46,488           |                  |                                       | 8,563        |                  | 湖南鐵道       |
| 1926 | 342,437        | 11,932         | 86,428           | 46,857           | 39,571           |                  |                                       | 7,157        |                  | 湖南鐵道       |
| 1927 | 258,909        | 9,155          | 60,134           | 30,239           | 29,895           |                  |                                       | 85           |                  | 琵琶湖鐵道汽船 |
| 1928 | 366,246        | 16,338         | 109,978          | 56,874           | 53,104           | 汽船及軌道74,986 | 雑損747                               | 112          |                  | 琵琶湖鐵道汽船 |
| 1929 | 106,600        | 5,805          | 28,838           | 17,189           | 11,649           |                  |                                       |              |                  | 琵琶湖鐵道汽船 |
| 1929 | 343,176        | 15,257         | 88,230           | 44,428           | 43,802           |                  | 折舊3,130                             | 12,394       |                  | 八日市鐵道     |
| 1930 | 328,291        | 12,355         | 82,338           | 48,901           | 33,437           |                  |                                       | 7,017        |                  | 八日市鐵道     |
| 1931 | 302,236        | 13,924         | 77,695           | 51,838           | 25,857           |                  | 雜項損失3,796                         | 15,324       |                  | 八日市鐵道     |
| 1932 | 285,476        | 15,647         | 77,780           | 48,201           | 29,579           |                  | 折舊3,376                             | 17,385       |                  | 八日市鐵道     |
| 1933 | 269,355        | 18,609         | 72,553           | 50,005           | 22,548           |                  |                                       | 11,939       |                  | 八日市鐵道     |
| 1934 | 231,855        | 18,789         | 66,353           | 47,386           | 18,967           |                  | 雜項損失2,449                         | 9,051        | 10,379           | 八日市鐵道     |
| 1935 | 238,580        | 18,686         | 67,658           | 49,966           | 17,692           |                  | 雜項損失折舊5,360                     | 8,396        | 11,213           | 八日市鐵道     |
| 1936 | 234,911        | 22,305         | 69,717           | 49,674           | 20,043           |                  | 雜項損失折舊5,712                     | 7,503        | 11,205           | 八日市鐵道     |
| 1937 | 245,971        | 20,898         | 71,007           | 58,306           | 12,701           | 免稅額2,000      | 雜項損失折舊8,778                     | 6,686        | 8,955            | 八日市鐵道     |
| 1939 | 349,124        | 29,714         |                  |                  |                  |                  |                                       |              |                  | 八日市鐵道     |
| 1941 | 689,531        | 49,580         |                  |                  |                  |                  |                                       |              |                  | 八日市鐵道     |
| 1943 | 918,872        | 42,372         |                  |                  |                  |                  |                                       |              |                  | 八日市鐵道     |
| 1945 | 1,278,923      | 305,483        |                  |                  |                  |                  |                                       |              |                  | 近江鐵道       |

參考資料：鐵道院年報、鐵道院鐵道統計資料、鐵道省鐵道統計資料、鐵道統計資料、鐵道統計、國有鐵道陸運統計各年度版

## 注腳
1. 1 2  寺田裕一《改訂新版 データブック日本の私鉄》 - Neko出版
2. ↑  近江鉄道線4区間の線区愛称の命名について （页面存档备份，存于）（日語） - 近江鐵道，2014年10月27日參閲
3. ↑  《トワイライトゾ〜ン・マニュアル5》辻良樹「消えた飛行場線」182-183頁 Neko出版 1996年。
4. ↑  寺田裕一《データブック日本の私鉄》Neko出版，2002年，p.242
5. ↑  . 鐵道畫刊（2016年6月號） (電氣車研究會). 2016, 918: 92 （日语）.
6. ↑   (PDF) (新闻稿). 近江鉄道. 2020-03-06  [2020-03-06]. （原始内容 (PDF)存档于2021-10-23） （日语）.
7. ↑  《大津市人物名鑑》（國立國會圖書館數碼化收藏）
8. 1 2  《近江鉄道コレクションブック》10頁
9. ↑  《近江鉄道コレクションブック》10-11頁
10. ↑  「軽便鉄道免許状下付」《官報》1911年10月3日（國立國會圖書館數碼化收藏）
11. ↑  《日本全国諸会社役員録. 第21回》（國立國會圖書館數碼化收藏）
12. ↑  「軽便鉄道運輸開始」《官報》1914年1月10日（國立國會圖書館數碼化收藏）
13. ↑  「輕便鐵道停車場位置竝停車場名變更」《官報》1919年4月16日（國立國會圖書館數碼化收藏）
14. ↑  「輕便鐵道停車場名改稱」《官報》1919年7月10日（國立國會圖書館數碼化收藏）
15. ↑  「鉄道免許状下付」《官報》1924年8月1日（國立國會圖書館數碼化收藏）
16. ↑  《鉄道統計資料. 昭和2年》（國立國會圖書館數碼化收藏）
17. ↑  《鉄道統計資料. 昭和4年》（國立國會圖書館數碼化收藏）
18. ↑  「地方鉄道運輸開始」《官報》1930年10月20日（國立國會圖書館數碼化收藏）
19. 1 2  「鉄道免許失効」《官報》1935年6月18日（國立國會圖書館數碼化收藏）